# Behance
Behance (stylisé Bēhance) est un site web où des artistes et créateurs postent leurs créations. Le propriétaire de Behance est Adobe Systems. Ses concurrents sont Dribbble et DeviantArt.
En juillet 2018, Behance comptait plus de 10 millions de membres.

## Histoire
Behance fut fondé par Matias Corea et Scott Belsky en novembre 2006. La société fut acquise par Adobe Systems pour 150 millions USD en décembre 2012.

## Entreprise

### Produits
Les utilisateurs peuvent s'inscrire à Behance et créer des profils composés de projets. Les utilisateurs enregistrés et non enregistrés peuvent apprécier un projet particulier, ainsi que les commenter. Les membres de Behance peuvent suivre les profils des autres utilisateurs.

#### Adobe Portfolio
Adobe Portfolio (anciennement ProSite) est l'application de conception Web DIY de Behance, similaire aux outils populaires tels que Weebly et Joomla. Il s'agit d'un outil de création de portefeuille personnel sur le Web et il se synchronise avec le projet Behance d'un utilisateur. Adobe Portfolio n'est accessible qu'en achetant un abonnement Adobe Creative Cloud.

#### Sites desservis
Le contenu du réseau Behance est introduit dans un réseau de sites appelés sites servis, qui affichent des travaux dans des catégories spécifiques telles que la mode, le design industriel et la typographie. En septembre 2010, d'autres éléments ont été ajoutés, notamment l'image de marque, l'art numérique et la conception de jouets. En avril 2012, la publicité, l'art, l'architecture et bien plus ont été ajoutés en tant que catégories.

#### Méthode d'action
La méthode d'action est une méthode de productivité destinée aux professionnels de la création. Il comprend une gamme de produits en papier (vendus depuis 2014 par The Ghostly Store plutôt que Behance lui-même) et une application en ligne appelée Action Method Online (bien qu'elle ait été abandonnée le 1er juin 2014). Son but est de connecter chaque événement à un ensemble de tâches spécifiques que l'utilisateur peut effectuer, appelées étapes d'action.

#### 99U
99U est un service de conseil et une conférence annuelle à New York qui se concentre sur le marketing. Le nom 99U vient de la citation de Thomas Edison selon laquelle «le génie est à 1% d'inspiration, 99 % de transpiration». En 2011, 99U a remporté un prix Webby pour le «meilleur blog culturel».

## Behance Portfolio Reviews
Behance organise des évènements physiques où des designers peuvent échanger et présenter leurs travaux . Ces évènements ont lieu à travers le monde (Koweit, Xi'ian, Valence, Mons, Recife, Mexico, Rome, Miami, Chennai, Minsk, Cali, Sacramento, Auckland, etc.) et sont organisés par des entreprises ou particuliers. En 2014, 2015 et 2017 se sont tenus des évènements à Paris. Ils ont été respectivement organisés par Adobe, Les Ecuries et Victor Baissait.

## Prix
- Finaliste du prix Webby 2009 (The Behance Network) - Catégorie d'autopromotion/portfolio
- Finaliste du Silicon Alley Insider Award 2009 - Produit ou service le plus aimé [29]
- Lauréat du prix Webby 2011 (The 99%) - Meilleur blog culturel [8]
- Gagnant du prix Webby 2017 (Behance) - Communauté [30]

## Critiques
Lorsque Adobe Systems a acheté Behance en 2012, certains pensaient que cet achat était destiné à permettre à l'entreprise de « suivre l'activité de chaque concepteur ».